# Раннелс (округ)
Округ Раннелс (англ. Runnels county) — округ штата Техас Соединённых Штатов Америки. На 2000 год в нем проживало 11 495 человек. По оценке бюро переписи населения США в 2009 году население округа составляло 10 170 человек. Окружным центром является город Баллинджер.

## История
Округ Раннелс был сформирован в 1858 году. Он был назван в честь Хайрема Раннелса, 9-го губернатора Миссисипи и плантатора в Техасе.

## География
По данным бюро переписи населения США площадь округа Раннелс составляет 2738 км², из которых 2721 км² — суша, а 17 км² — водная поверхность (0,61 %).

### Основные шоссе
- Техас 67
- Шоссе 87
- Автострада 153
- Автострада 158

### Соседние округа
- Тайлер  (север)
- Колмен  (восток)
- Кончо  (юг)
- Том-Грин  (юго-запад)
- Кок  (запад)
- Нолан  (северо-запад)